# Buddhizmus Japánban
A buddhizmus Japánban 552 óta van jelen, bár egyes kínai források szerint a legkorábbi hittérítők már a  Kofun-korban (250-538) elértek Japánba. A buddhizmus jelentős hatással volt a japán társadalom fejlődésére és a mai napig a szigetország kultúrájának fontos formálója.
Japánban mintegy 85 millió ember, a teljes lakosság kétharmada kapcsolódik valamilyen formában a buddhizmushoz. Mégis, több felmérés szerint, a japánok 70–85%-a saját bevallása szerint semmilyen vallási tagsággal vagy személyes hittel nem rendelkezik. A legtöbb japán buddhista a sintó vallást is gyakorolja, mivel a kettő közül egyik sem követel kizárólagosságot.
A mai modern Japán legnépszerűbb buddhista iskolái a Tiszta Föld, a nicsiren, a singon és a zen buddhizmus.

## Története

### A buddhizmus kezdetei
Az indiai szubkontinensről Kína és Közép-Ázsia kölcsönhatása révén jutott el a buddhizmus Japánba. Jelentős szerepet játszott a folyamatban Csang Csien i.e. 138 és i.e. 126 közötti utazásait követően a selyemút megnyitása. A buddhizmust hivatalosan i.sz. 67-ben vezették be Kínában. A történészek egyetértenek abban, hogy az 1. század közepére a dharma, azaz a tanítás, eljutott a Huaj-folyó területére is.

### Kofun-kor (250-538)

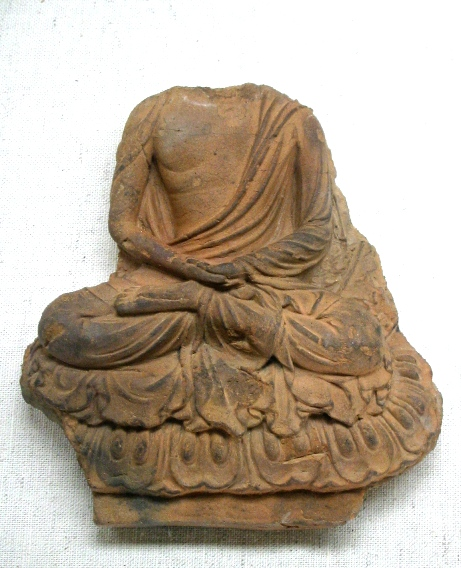
Ülő Buddhát ábrázoló tetőcserép, Nara, Aszuka-kor, 7. század, Tokiói Nemzeti Múzeum.

A 635-ben íródott Liang Su kínai történelmi értekezés szerint öt gandhárai szerzetes érkezett Japánba 467-ben, akik úgy nevezték Japánt, hogy a Fuszang (japánul: Fusó: "ország a távoli keleten", a tengeren túl) országa. A szigetország lakosságának legelőször ők hirdették a dharmát:
|  | „Fuszang Kínától keletre fekszik, 20 000 li (1500 kilométer) távolságra, keletre Koreától (Da Han). (...) Korábban a fuszangi emberek semmit nem tudtak a buddhista vallásról, azonban a Szung-dinasztiához tartozó Ming császár második évében öt kiplini szerzetes hajózott Fuszangba. Ők terjesztették a hitet, kéziratokat és rajzokat járattak körbe az emberek között és arra buzdították őket, hogy hagyjanak fel a világi ragaszkodásaikkal. Ennek következtében a fuszangi szokások megváltoztak.” |
|  | – Hui Sen (慧深) szerzetes a 7. századi Su könyve című műben |

### Aszuka-kor (538-710) és Nara-kor (710–794)

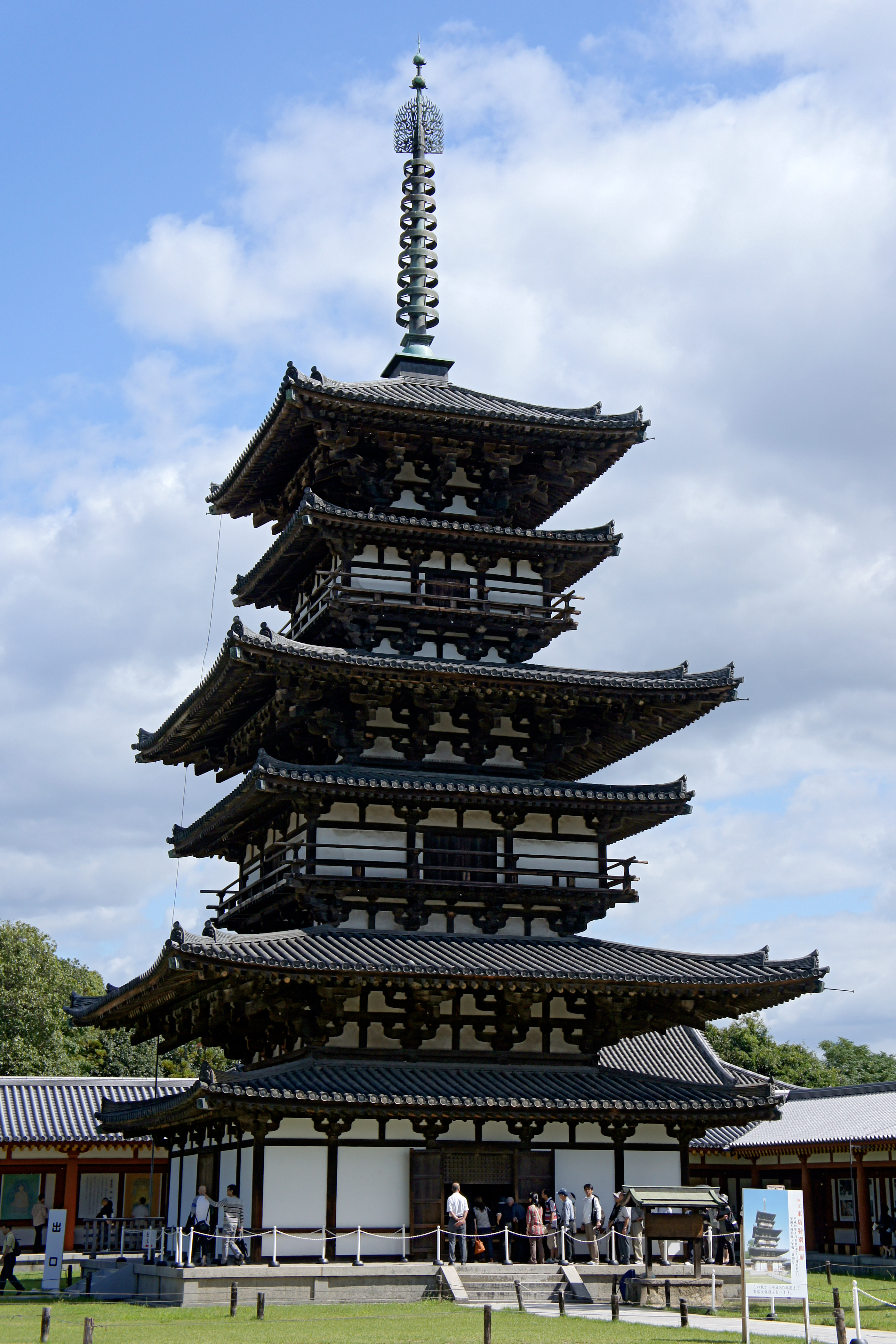
A Jakusidzsi pagoda Nara városban (730)

Annak ellenére, hogy már az Aszuka-kor előtt is jártak Japánban kínai szerzetesek, a buddhizmus hivatalos bevezetése Japánban a Nihonsoki (Japán krónikái) szerint 552-ben volt, amikor a Pekcsei Szong hittérítőket küldött Nara városba, közöttük buddhista szerzeteseket és apácákat, akik Buddha képeket és szútrákat vittek magukkal. A hatalmas Szoga klán kulcsszerepet játszott a buddhizmus terjesztésében. Kezdetben lassú volt a folyamat és csak Szuiko császárnő volt az először, aki nyíltan támogatta, hogy az emberek térjenek át a buddhizmusra.
Egy japán legenda szerint 552-ben megkíséreltek elpusztítani egy Buddha ereklyét (egy Buddha fogat). Egy kalapáccsal igyekezték szétzúzni egy üllőn, azonban a fog sértetlen maradt, míg az üllő és a kalapács is széttört. 593-ban a Szoga klán egyik tagja, Szoga no Umako, Buddha ereklyéket rendelt, amelyeket az Aszukadera pagoda tartóoszlopainak kő alapozásai alá helyeztek el.
607-ben a megnövekedett szútra kópiák kielégítése érdekében diplomatát küldtek a kínai Szuj-dinasztiához. Idővel megnövekedett a buddhista egyház és létrehozták a szodzsó (érsek) és szozu (püspök) tisztségeket. Húsz évvel később már 46 buddhista templom állt, amelyben 816 buddhista pap és 569 apáca tevékenykedett.

#### Hat szekta
Kezdetben hat nagy kínai iskola létezett Japánban Nanto Rikusú (南都六宗; Hepburn: szó szerint: a hat Nara szekta):
1. Rissú (vinaja),
2. Dzsódzsicu (szatjasziddhi),
3. Kusa (abhidharma),
4. Szanron (madhjamaka),
5. Hosszó (jógácsára),
6. Kegon (hua-jen)[13]

Ezeknek az iskoláknak a központja Aszuka és Nara ősi városok közelében voltak. Itt építettek hatalmas templomokat, mint például az Aszukadera és a Tódaidzsi. Nem ezek voltak a kizárólagos iskolák és a templomokban egyszerre több iskolában jártas tudósok voltak. Ezeket leginkább "tanulmányi csoportként" lehetett értelmezni. A buddhizmus ebben a korban gyakorlatilag nem vallásként funkcionált és főleg csak a műveltebb papokhoz jutott el, az írástudatlan, tanulatlan emberekhez nem. Vidéken így alakultak ki bizonyos népművelő papok, akik nem voltak felesküdve és gyakorlataikban keveredtek a buddhista és taoista elemek, sőt olykor a helyi sámánista jegyek sem hiányoztak belőle. Némely pap rendkívüli népszerűségre tett szert, akiket az akadémikus fővárosból erős kritikákkal illettek.

#### Ezoterikus buddhizmus
A Nara-kor utolsó időszakában érkezett meg Japánba az ezoterikus buddhizmus (japán: mikkjó) Kínából, Kúkai és Szaicsó szerzeteseken keresztül, akik a szigetországban alapították meg a singon és a tendai buddhista iskolákat.

### Heian-kor (794-1185)

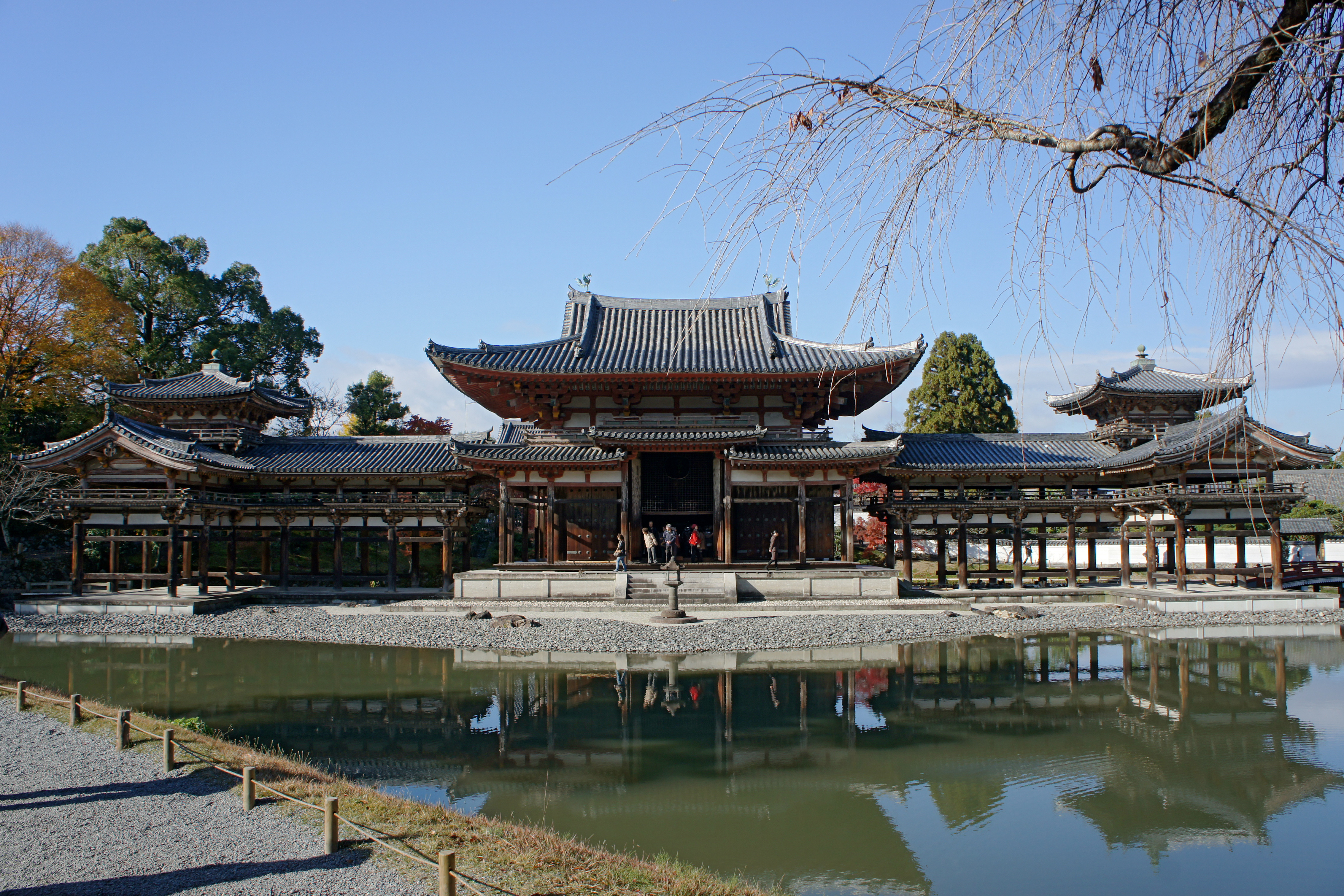
A Bjódóin templom (Tiszta Föld szekta) Udzsi városkában.

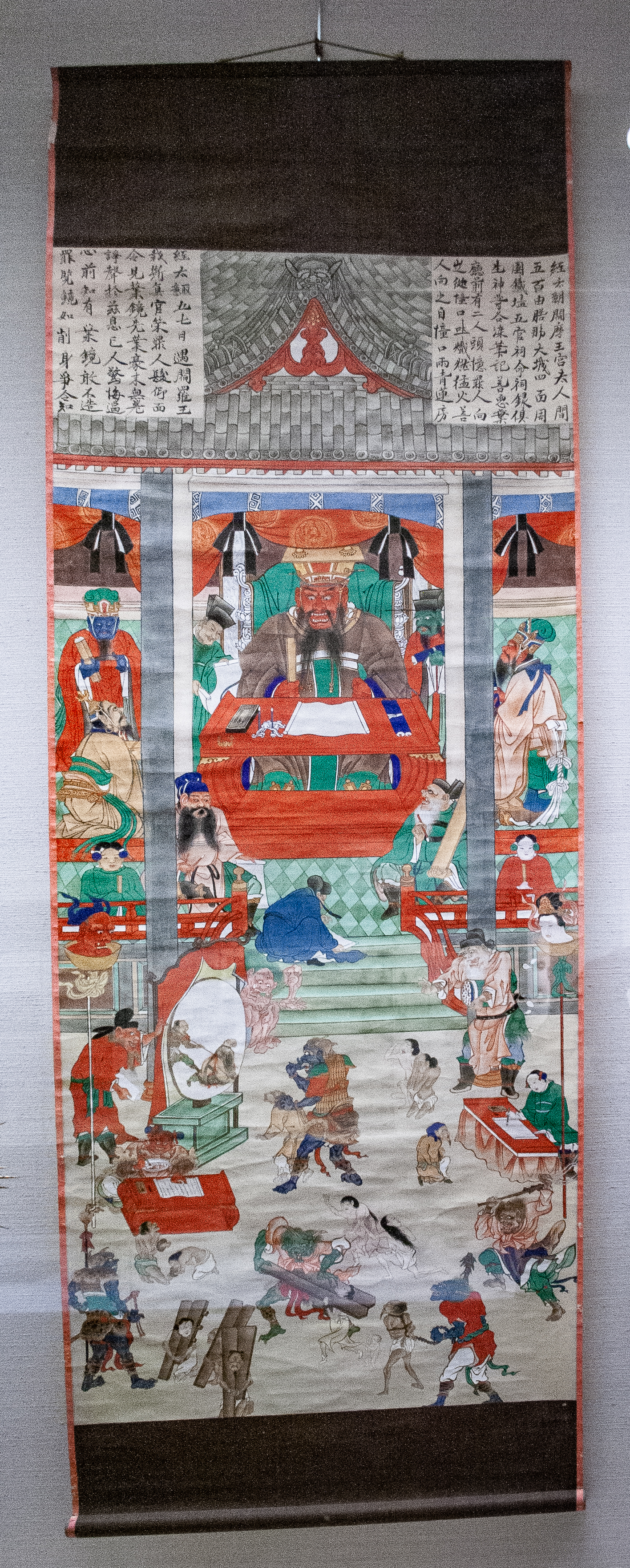
Enma király a pokolban ítéletet oszt. Japán Tiszta Föld buddhizmus

A Heian-korban áthelyezték a fővárost Narából Kiotóba. A kolostorok hatalmas központokká váltak és megjelentek a harcos szerzetesek (Szóhei).
A sintó és a buddhizmus volt a két legnépszerűbb vallás, amely nem változott a Meidzsi-restaurációig.

### Kamakura-kor (1185–1333)
A Kamakura-kor lázadásokkal teli időszak volt, amelyben az ország irányítása a császári arisztokráciától a szamurájok kezébe került. 1185-ben alapították meg a Kamakura sógunátust (Kamakura-bakufu).
Ebben a korban két olyan iskola jött létre, amelyek az országra a legnagyobb hatást gyakorolták. Az egyik az amidisták (Amida Buddha nevéből, szanszkrit: Amitábha Buddha) Tiszta Föld iskolái voltak, amelyet olyan tudósok és szerzetesek fémjeleztek, mint Gensin vagy Hónen. A másik az ezeknél filozofikusabb zen iskolák voltak, amelyekhez olyan szerzetesek tartoztak, mint Eiszai vagy Dógen.
Ebben a korban kezdte el tanítani Nicsiren a Lótusz szútrát, amelyből később különálló iskola jött létre (nicsiren buddhizmus).

### Muromacsi-kor (vagy Asikaga) (1336–1573)

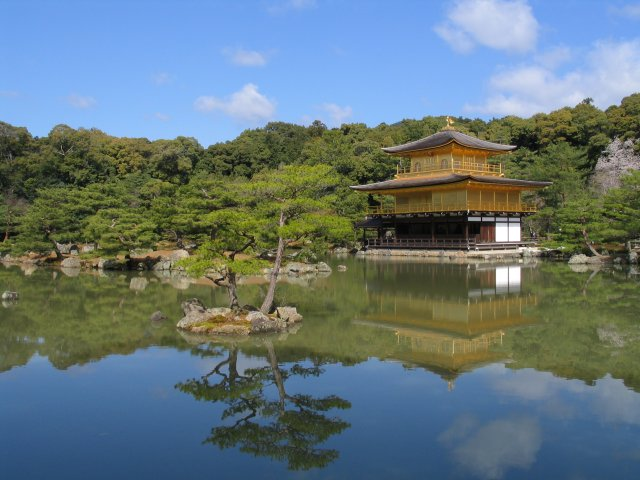
Kinkakudzsi (rinzai-sókokudzsi szekta), az Arany pavilon temploma Kiotóban, amely a Muromacsi-korban épült.

A Muromacsi-korban hatalmas fejlődésen ment át a zen iskola, legfőképpen a rinzai szekta, amely elnyerte a Muromacsi sógunátus és a császár támogatását.

### Azucsi-Momojama-kor (1573–1600) és Edo-kor (vagy Tokugava)(1600–1868)
A háború Szengoku-kora után Japánt újra egyesítették az Azucsi–Momojama-korban. Ez lecsökkentette a buddhizmus hatalmát, amely korábban már erős politikai és hadászati hatalmat ért el az országban. A buddhizmus hanyatlásából a neokonfucianizmus és a sintó húzott hasznot. A buddhizmus állami irányítás alá került. Japán teljesen elzárkózott a világ többi részétől. Csak holland kereskedőket engedtek be az ország meghatározott részébe (Dedzsima). Ebben az időszakban nem jelentek meg új tanok vagy módszerek és templomok vagy iskolák sem épültek. A kevés kivétel egyike a zen al-szektája, az óbaku volt, amelyet a 17. századi Edo-korban alapított egy Ingen nevű kínai szerzetes. Ingen a Lin-csi iskola tagja volt. Az óbaku iskola az Óbaku-hegyről (kínai: 黄檗山; Huángbò Shān) kapta, amely Ingen szülőföldjén található. Ebben a korban adta ki az óbaku iskola mestere, Tecugen Dókó a Ming-dinasztia Tripitakájának egy rendkívül jó minőségű nyomtatását.

### Meidzsi-restauráció (1868–1912)
Az 1868-as Meidzsi-restauráció során a kormány hozzáállása erősen buddhista ellenes volt. Igyekeztek kiirtani a  buddhizmust Japánból és a sintó vallást újra felemelni, mivel az ország szerte erősen összefonódott a buddhizmus és a sógunság.
A Meidzsi-korban (1868–1912) az 1868-as puccs után Japán felhagyott a feudális rendszerrel és nyitottak a nyugati modernizmus felé. A sintó lett az államvallás. A buddhista intézmények fenyegetőnek érezték a nyugati világot és kihívásnak, így csak egy egyszerű választásuk maradt. Vagy alkalmazkodtak, vagy elbuktak. A rinzai és a szótó zen az alkalmazkodást választották, más iskolák elbuktak.
Az 1872. áprilisi kiáltvány eltörölte a buddhista papok fogadalmi kötelességét és onnantól kezdve házasodhattak és ehettek húst. A szerzetesek számára megengedett világi életmód mellett újra feléledt a császárság és kialakult az állami sintó vallás. A buddhizmus kiszorult a társadalom legszélére.

### Japán imperializmus
A japánok öntudatát a Nihondzsinron írások fogalmazták meg, ezek jelentették a japán egyedülállósági elmélet, amelyek a japán kultúra tipikus jegyeit sorolták fel. D.T. Szuzuki azzal járult hozzá a Nihondzsinron filozófiához, hogy az ázsiai spiritualitás megkülönböztető jelképének nevezte a zen buddhizmust, amely a japán kultúra egyedüli jellemzője.
A második világháború idején szinte az összes buddhista templom támogatta a Japán hadsereget.
Ezzel szemben, néhány személy, mint például Icsikava Haku, vagy Szeno’o Giró nem támogatták a fegyverkezést, így őket és a Szóka Gakkai szektát és a világi hívők szervezeteit is betiltották a hatóságok, majd az 1940-es években a vezetőiket bebörtönözték.
A háború után megnövekedett a buddhista papok iránti igény, akik éltették az elesett katonákat, temetési szertartásokat vezettek. Ennek ellenére a világiasodás és a materializmus miatt a buddhizmus és a vallás tovább hanyatlott.

### A világháborúk után
A 20. századi Japánban megnövekedett a háború utáni mozgalmak száma és tovább hanyatlott a buddhizmus. Évente mintegy száz buddhista szervezet tűnik el a szigetországban. 
A valláskövetők száma 1990 óta 77,9%-ról 66,3%-ra csökkent 2011-re.
A japán temetések közel 90%-a még így is a buddhista szertartásokat követi. 1963-ban Tamamuro Taidzso ezt a jelenséget temetkezési buddhizmusnak nevezte, amelyben az emberek számára a buddhizmus nem fontos a hétköznapokban, csupán a temetések alkalmával.
A hagyományos buddhizmus szertartásos gyakorlatai ellenére a háború utáni Japánban a Szóka Gakkai világi követői által feltámasztott nicsiren buddhizmus feléledőben van. Az elmúlt ötven év alatt a tagok száma 3000-ről több mint 8 millióra nőtt és iskolákat, főiskolákat, egy egyetemet és kulturális intézményeket is létrehoztak.

## Japán buddhista iskolák
A Meidzsi-kor után és a második világháború előtt hivatalosan a hagyományos buddhizmus 13 iskolája és 56 ága létezett. A hivatalos iskolák közé tartozott a Nara-korból három, a Heian-korból kettő (tendai és singon), négy Tiszta Föld iskola, két zen iskola (szódó és óbaku), valamint a nicsiren. A háború alatt ez lecsökkent 28 ágra, amelyek később mind újra megjelentek.

### A hat Nara iskola

#### Dzsódzsicu
625-ben vezették be Japánban.
A szatjasziddhi iskolát Japánban dzsódzsicu-sú-ként (成實宗) nevezik. Ezt a Bahusrutíja iskola al-szektájának tartják, amely az indiai buddhizmus nikája iskolái közé sorolják (lásd korai buddhista iskolák). Arról különböztették meg őket, hogy elutasították az Abhidharmát, hogy az nem tartozik "Buddha szavai" közé (Buddha-vacsana). A név szó szerinti jelentése "szútrákkal végződik", amely a Tipitaka hagyományos sorrendjére utal (vinaja, szútra, abhidharma).

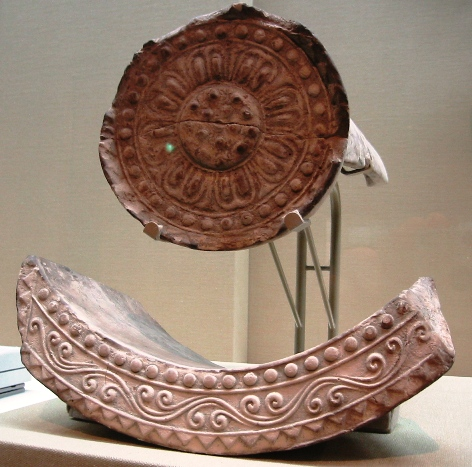
Templomi cserépdarabok Nara városból, 7. század, Tókiói Nemzeti Múzeum.

#### Hosszó
654: Dósó bevezeti a hosszó (fa-hsziang (Faxiang)) iskolát Japánban.
A jógácsára (瑜伽行派 Jugagjóha) iskola azon a korai indiai buddhista gondolatrendszeren nyugszik, amelyet olyan mesterek tanítottak, mint Vaszubandhu és amelyet úgy is neveznek, hogy "csak-tudat", mivel úgy tartják, hogy minden jelenség csupán a tudat által létrehozott jelenség. A hosszó iskolát Hszüan-cang (Xuanzang) (玄奘, Jp. Gendzsó) alapította Kínában 630 körül. Japánba 654-ben vezette be Dósó, aki Kínában tanult személyesen Hszüan-cangtól. A hosszó iskola egyik fontos szövege a Beszéd a csak-tudat elméletéről (Dzsojuisiki-ron 成唯識論).

#### Szanron
Ez az iskola a 7. században jutott el Japánba.
Nevének szó szerinti jelentése Három-beszéd iskola. A szanron egy madhjamika iskola, amely Kínában alakult ki Nágárdzsuna két beszéde és Árjadéva egy beszéde alapján. A madhjamaka a két legfontosabb mahájána filozófia egyike.

#### Kegon

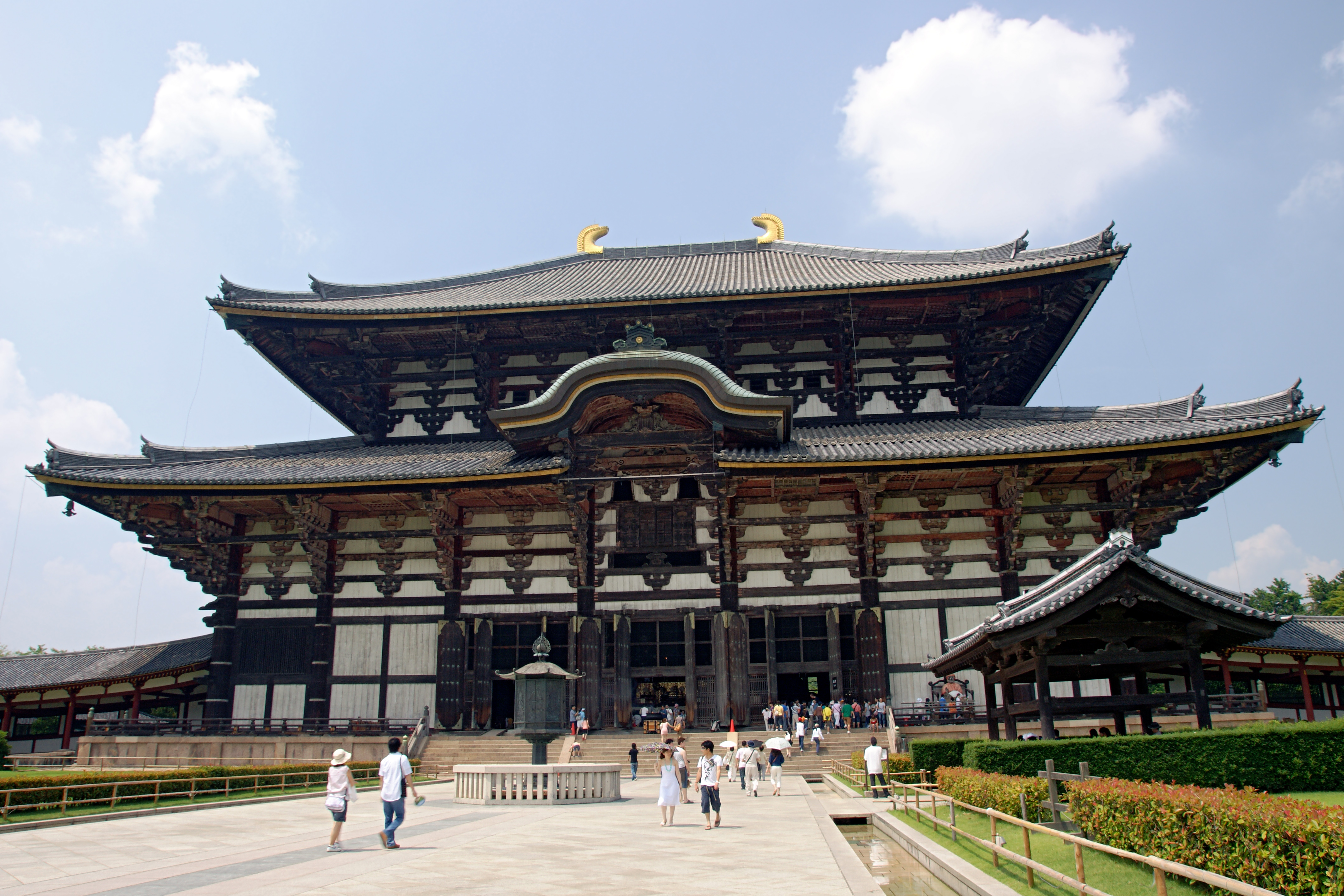
Tódaidzsi, a Kegon iskola legfőbb temploma

A kegon (kínai neve hua-jen (華厳) iskolát Tusun (杜順, japán. Dodzsun) szerzetes alapította Kínában 600 körül. Japánban Bódhiszéna indiai tudós és szerzetes vezette be ezt az iskolát 136 évvel később, amelynek legfontosabb szövege az Avatamszaka-szútra (Kegon-kjó 華厳経). Ehhez készült a Sinjaku Kegonkjó Ongi Siki című szövegmagyarázat.

#### Ricu
A ricu (Lü, vinaja) iskolát Gandzsin vezette be Japánban 753-ban. Az eredeti kínai iskolát Tao-hszüan (道宣, japán. Doszen) alapította 650 környékén. A ricu iskola különlegessége a vinaja (a szerzetesek számára írt magaviseleti szabályok, amelyet a Tripitaka tartalmaz). A vinajának a dharmagupta verzióját használják, amelynek japán elnevezése Sibunricu (四分律).

#### Kusa
A kusa iskola a Nara-korban (710–784) jutott el Japánba Kínából. Nevét az Abidacuma-kusa-ron (szanszkrit: Abhidharma-kósa) című 5. századi műről kapta, amelyet az indiai filozófus Vaszubandhu írt. A buddhizmusnak ezt az iskoláját a korai indiai buddhizmus egyik iskolája, a szarvásztiváda iskola al-szektájának tartják.

### Ezoterikus iskolák

#### Tendai
807: Szaicsó vezette be a tendai (tientaj) iskolát Japánban.
A kínai tientaj (天台) iskolát Cse-ji (Zhiyi) (智顗, japán: Csigi) alapította 550-ben. 804-ben Szaicsó (最澄) Kínába utazott és ott tanulta a tientaj tanításait a Tientaj-hegynél. Ezen kívül tanulmányozta vadzsrajána gyakorlatait, külön hangsúlyt fektetve a Mahávairócsana-szútra szövegére. A tientaj legfőbb szövege a Lótusz szútra (Hokke-kjó 法華経), de amikor Szaicsó Japánban megalapította az iskolát, beleágyazta a vadzsrajána tanait és gyakorlatait is.

#### Singon
816: Kúkai alapította a singon (Csenjan) iskolát.
Kúkai 804-ben utazott Kínába Szaicsó szerzetessel együtt. Ezoterikus buddhizmust és szanszkrit nyelvet tanult a Tang-dinasztia fővárosában. Beavatását Hui-kuo kínai buddhista szerzetestől kapta. Miután visszatért Japánba önálló iskolát alapított singon (真言) néven. Kúkai két tanítási átadási vonaltól kapott beavatást — az egyik a tanítása a Mahávairócsana-szútra (Dainichikyō 大日経) témájával kapcsolatos, a másik a Vadzsraszekhara-szútra (Kongócsókjó 金剛頂経) témájával.

### Kamakura buddhizmus

#### Amida (Tiszta Föld) iskolák
1175: Hónen vezeti be a Dzsódo (Tiszta Föld) iskolát Japánban.

##### Dzsódo

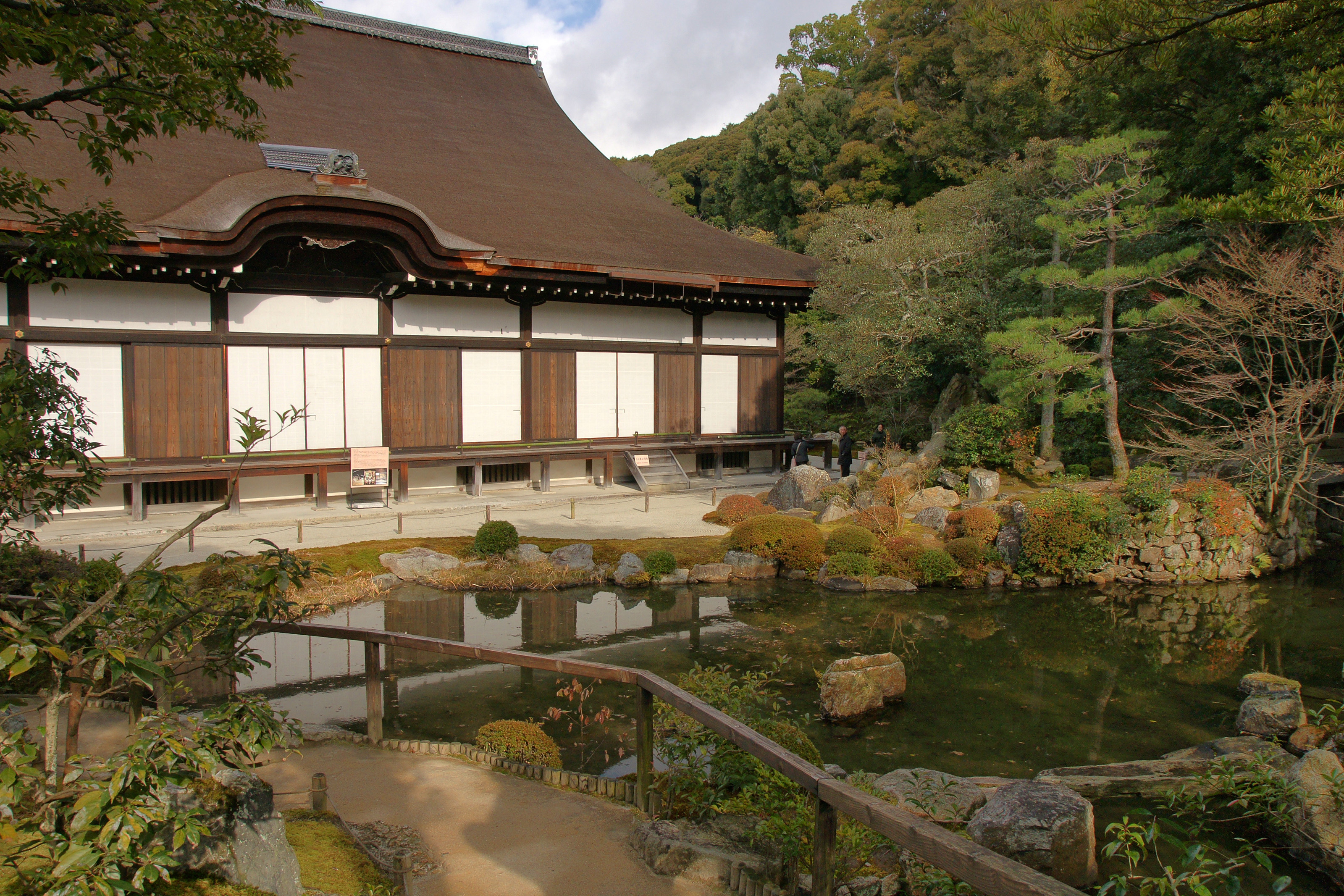
Csionin, a dzsódo legfőbb temploma.

A dzsódo iskolát Hónen (法然) alapította 1175-ben.

Japán neve: 浄土, "Tiszta Föld".

Legfőbb behatások: kínai Csingtu cung (净土宗 "Tiszta Föld"), tendai.

Tanok: nembucu (念仏, "imádkozás Buddhához").

Legfőbb szöveg: Végtelen élet szútra (Murjódzsu-kjó 無量壽経).

##### Dzsódo sin
Alapító: Sinran (親鸞), 1224.

Japán neve: 浄土真, "Igaz Tiszta Föld".

Legfőbb behatások: dzsódo, tendai.

Tanok: nembucu no sindzsin.

Legfőbb szöveg: Végtelen élet szútra (Murjódzsu-kjó 無量壽経).

##### Dzsi
Alapító: Ippen (一遍), 1270.

Japán neve: 時宗 vagy 時衆, "idő".

Legfőbb behatások: dzsódo.

Tanok: nembucu (念仏, "Buddha tudatossága").

##### Júzú-nembucu
Alapító: Rjónin (良忍), 1117.

Japán neve: 融通念仏.

Tanok: sokusicu ódzsó (速疾往生).

Legfőbb szöveg: Avatamszaka-szútra (Kegon-kjó 華厳経), Lótusz-szútra (Hokke-kjó 法華経).

#### Zen iskolák
A zen gyakorlat és tapasztalati bölcsesség (禅宗) változatai egymástól függetlenül kerültek Japánba. A zen hatások a japán buddhizmus korai időszakában is beazonosíthatóak, főleg a hosszó és a kegon iskolákkal való átszíneződéseken keresztül. A független zen iskolák később keletkeztek.

##### Rinzai
Alapító: Lin-csi Ji-hszüan (臨済義玄), Kína, 850 körül.

Kínai neve: lin-csi iskola (臨済宗).

Bevezetése Japánban: Eiszai (栄西), 1191.

Legfőbb behatások: hosszó, kegon.

Tanok: zazen (坐禅, „ülő meditáció”), legfőképpen a kóan (公案, „közügy”) gyakorlat.

Legfőbb szövegek: Transzcendentális bölcsesség szútrák (a Pradzsnyápáramitá szútrái (般若波羅蜜経), beleértve a Szív szútrát is).

##### Szótó

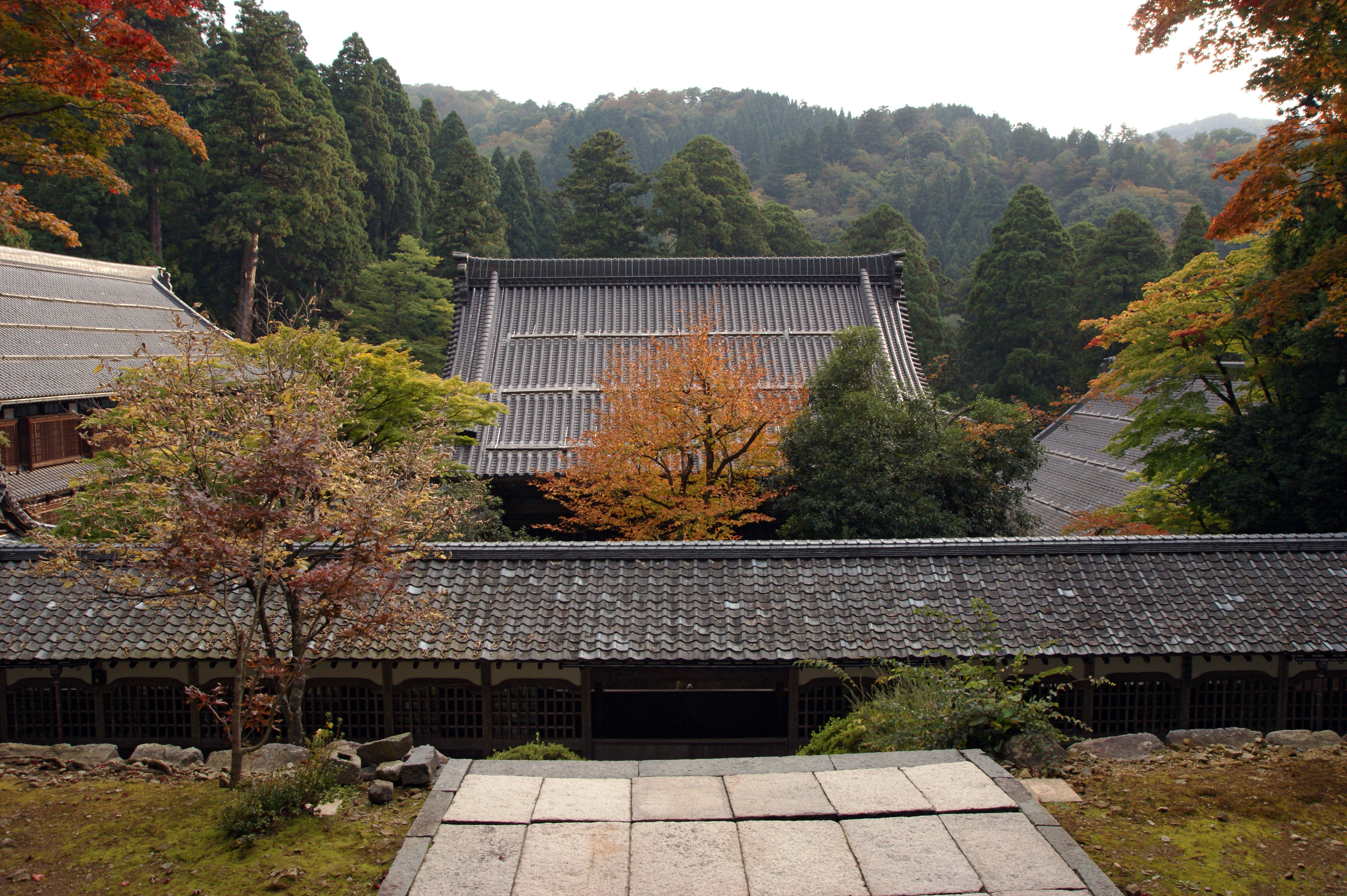
Eihei-dzsi, a legfőbb Szótó templom.

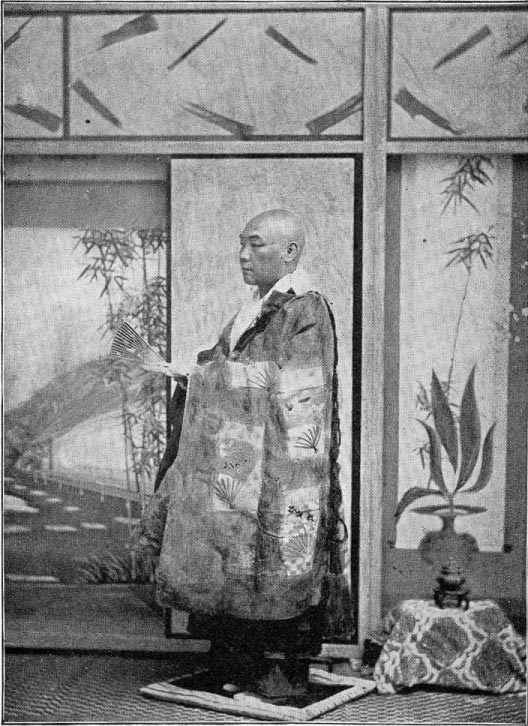
Japán buddhista pap 1897 táján.

Alapítók: Csao-san (曹山, japán: Szoszan) és Tungsan (洞山, japán: Tosan), Kína, 850 körül.

Kínai neve: csaotung (曹洞).

Bevezetése Japánban: Dógen (道元), 1227.

Legfőbb behatások: tendai, hosszó, kegon.

Tanok: zazen (坐禅, „ülő meditáció”), legfőképpen a sikantaza.

Legfőbb szövegek: Transzcendentális bölcsesség szútrák (a Pradzsnyápáramitá szútrái (般若波羅蜜経), beleértve a Szív szútrát is).

##### Óbaku iskola
Alapító: Ingen (隠元), Japán, 1654.

Japán neve: 黄檗.

Legfőbb behatások: rinzai.

Tanok: kjózen-itcsi (経禅一致, „szútrák és a zen egysége”).

Legfőbb szövegek: Transzcendentális bölcsesség szútrák (a Pradzsnyápáramitá szútrái (般若波羅蜜経), beleértve a Szív szútrát is).

##### Fuke
Alapító: Pu-hua Csansi (普化禅師).

Bevezetése Japánban: Sincsin Kakusin (心地覚心), 1254.

Legfőbb behatások: rinzai.

Megszüntetve: 1871.

### Nicsiren-buddhizmus
A nicsiren-buddhizmus (日蓮系諸宗派: nicsiren-kei so súha) a mahájána buddhizmus egyik ága, amely a 13. században élt japán szerzetes, Nicsiren (1222–1282) tanításaira épül. A nicsiren-buddhizmus számos formája a japán történelem különböző időszakaiban nagy hatást gyakorolt a japán társadalom bizonyos szeleteire. Ilyenek voltak például a kiotói kereskedők a japán középkorban vagy a második világháború előtti időben az ultranacionalisták. A nicsiren-buddhizmus arról nevezetes, hogy elsősorban a Lótusz szútrára összpontosít. Követői úgy tartják, hogy minden emberben megtalálható a Buddha-természet, ezért képes elérni a megvilágosodást jelenlegi életében. Nevezetes továbbá a többi japán buddhista irányzattal való szemben állásáról is – főleg a zennel, a dzsódóval, az ezoterikus buddhizmussal, a singonnal és a ricuval, amelyek Nicsiren szerint letértek a mahájána útjáról. A nicsiren-buddhizmus magába foglal számos aliskolát és jó néhány japán új vallást.

## Kulturális hatások

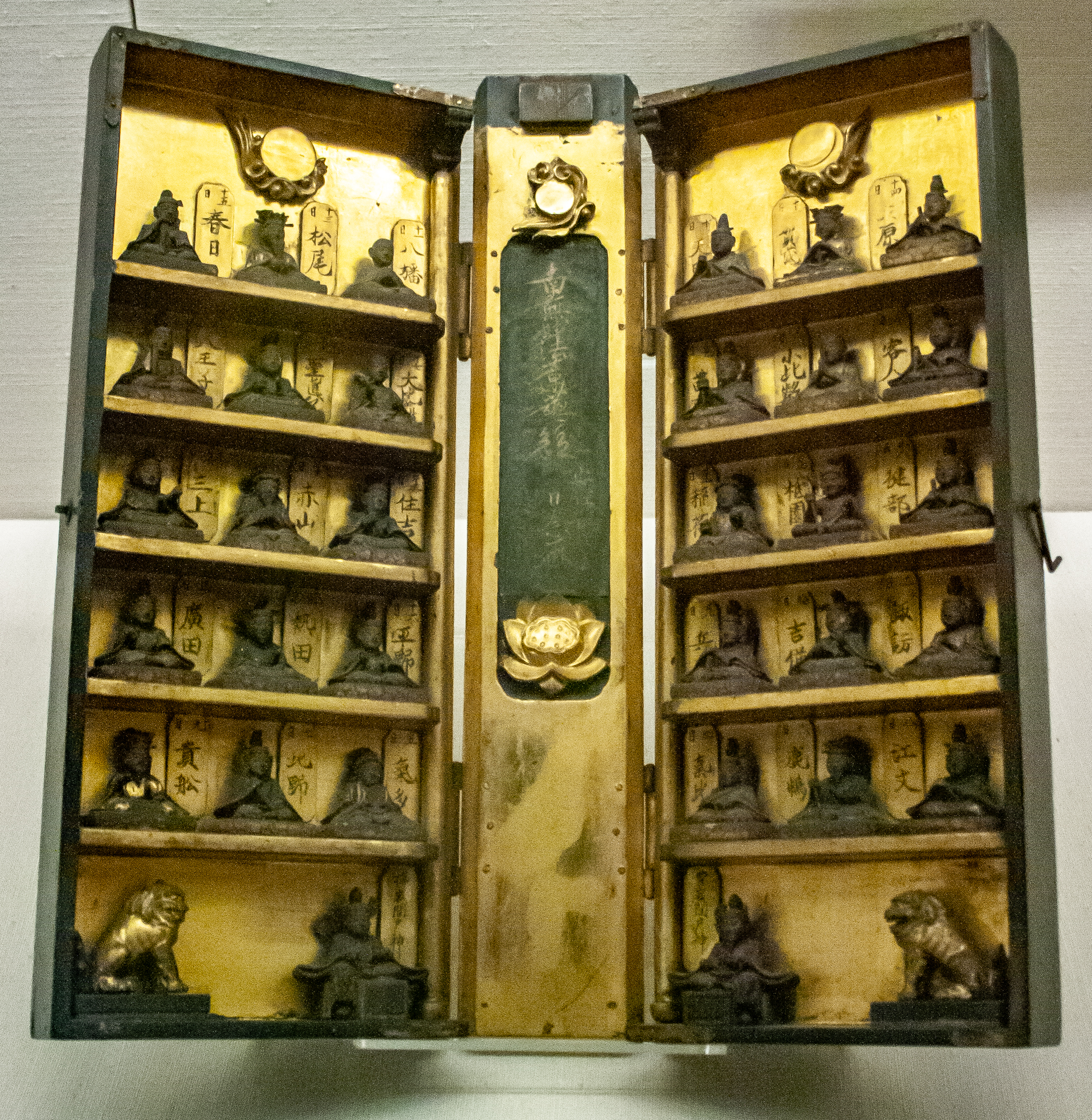
Japán hordozható szentély az 1600-as évekből, 30 helyi isten (kami) szobrával; középen a Lótusz szútra szövegével. A két vallást csak az 1800-as évek végén választották el szigorúan egymástól

A japán kultúra és a buddhista kultúra kapcsolata nem egyszerű. A kínai kultúrára mindig csodálattal tekintettek, azonban a buddhizmust mindig idegen hatásnak vélték.

### Társadalmi hatások
A Kamakura (1185–1333) és a Muromacsi (1336–1573) korban a buddhizmus, illetve a buddhista intézmények nagy hatással voltak a japán társadalomra. A buddhista intézményeket a sógunátusok irányították. Az Edo (1600–1868) korban lecsökkentették a hatalmukat és a Meidzsi-restauráció idején még üldözték is a buddhistákat (1868–1912).

### Művészeti hatások

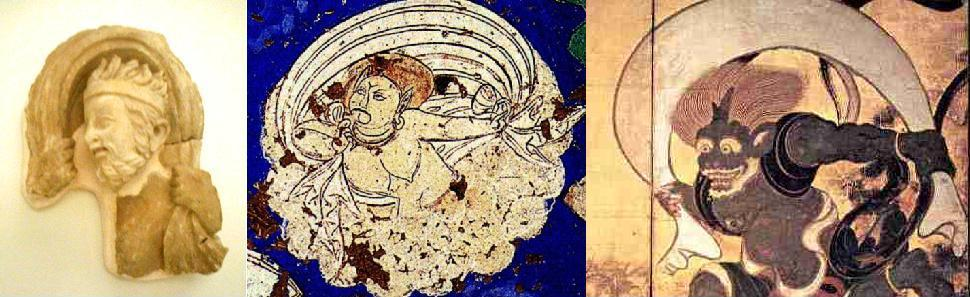
A szélisten ikonográfiai átalakulása.
balra: görög szélisten (Hadda, Afganisztán), 2. század,
középen: szélisten a kínai Kizil-barlangokban, Tarim-medence, 7. század,
jobbra: Fúdzsin a japán szélisten, 17. század.

Japánban a buddhista művészet a buddhizmus 548-as bevezetésétől kezdve folyamatosan fejlődött. Az Aszuka-korból származó egyes tetőcserepek (fent) stílusa klasszicista: a gréko-buddhista művészetre is jellemző realisztikus testformákkal és hellén ruházatokkal.
Annak ellenére, hogy a buddhista művészet Japánban rendkívül sokrétű kifejezésmódot talált magának, a gréko-buddhista művészet emlékei a mai napig megtalálhatóak, mint például a buddhista templomok védőistene Nio, akit Héraklész ihletett, vagy Buddha egyes kamakurai ábrázolásai, amelyek a görög művészet jegyeit viselik.

#### Istenségek

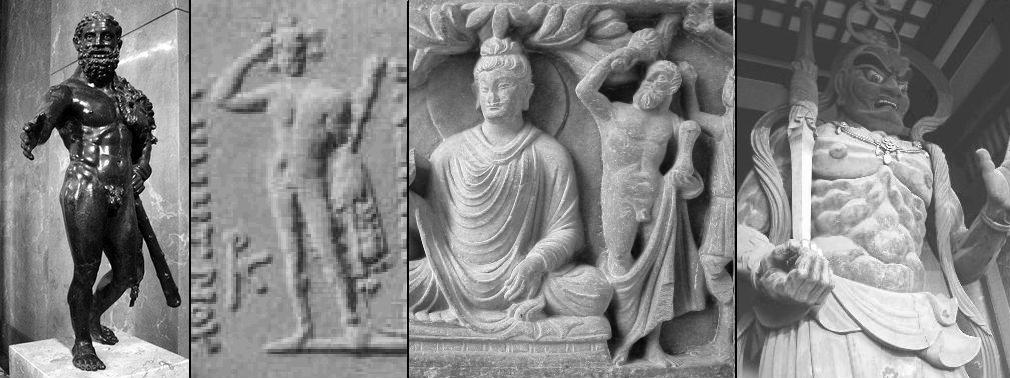
Ikonográfiai átalakulás a görög Héraklésztől a japán Sukongósin istenig - balról jobbra:
1) Héraklész (Louvre Múzeum).
2) Héraklész egy görög-baktriai uralkodó érméjén.
3) Vadzsrapáni, Buddha védelmezője, Héraklészként ábrázolva a gandhárai buddhista művészetben.
4) Sukongósin, Vadzsrapáni megtestesülése, a japán buddhista templomok védelmező istene.

A japán buddhista panteonban számos gréko-buddhista művészeti hatás található. Ezek közül a legszembetűnőbb a japán szélisten Fúdzsin. A görög ikonográfiában megjelenő északi és északkeleti szelekért felelős Boreasz mitológiai alakkal megegyezően a japán szélisten a feje fölött hasonló testtartással egy szélzsákot tart. A japán verzióban is meghagyták a szőrös alakot és az eltúlzott arcformákat.
Sukongósin, a japán buddhista templomok haragos védőistene szintén mutatja, miképp juthatott el a selyemúton keresztül Héraklész képe a Távol-Keletre. A görög-buddhista Héraklész alakjával ábrázolták Vadzsrapánit, Buddha védelmezőjét, majd később ez az ábrázolásmód vált használatossá Kínában és Japánban a buddhista templomokat védelmező isteneknél.

#### Művészeti motívumok

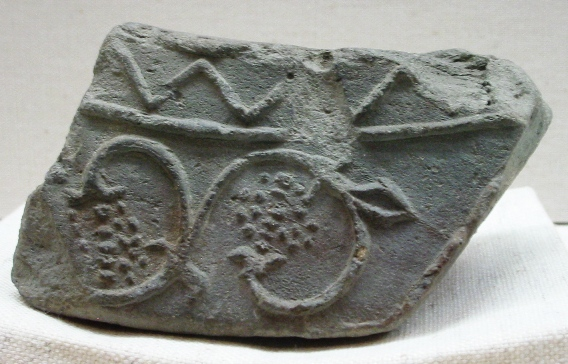
7. századi szőlő és inda motívumok Nara városból.

A japán tetőcserepeken görög növénymotívumok szerepelnek, amely az egyetlen fennmaradt elem az országban található faanyagú építészetben. Ezek közül a legtisztábban a 7. századi narai templomok épületein láthatók, amelyek közül néhányat borral és szőlővel díszítettek. Ezek a motívumok később átalakultak szimbólumokká, de lényegében sok hagyományos japán épületen ma is megtalálhatóak.

### Templomok
A Szoga no Umako által épített Hókó-dzsi Japán első temploma, amelyet 588 és 596 között építettek. Később az épületnek az Aszukadera nevet adták az Aszuka-kor fővárosa után. A korai sintó vallási tárgyak elhelyezésére épített sintó síremlékektől eltérően, a korai buddhista templomok rendkívül díszesek voltak és szigorúan szimmetrikusak. A Heian-kor (9–10. század) elején átalakult ez a stílus a tendai és singon ezoterikus irányzatoknak köszönhetően. A késő 12. században kialakult a dajbucujó és a zen stílus.

## Buddhista ünnepek

### Bon fesztivál (Obon)
Annak ellenére, hogy a japán bon fesztivál gyakorlata és dátuma régiónként változó, országszerte, illetve a világban szétszórt japán közösségekben is ünneplik. Úgy tartják, hogy a halottak lelke három napra visszatér a Földre és ellátogatnak a családi síremlékekhez és egyéb szent helyekhez. Hasonlít a Magyarországon is ünnepnek számító katolikus halottak napjához.

## További olvasmányok
- Asakawa, K., and Henry Cabot Lodge (szerk.). Japan From the Japanese Government History.
- Eliot, Sir Charles. Japanese Buddhism. London: Kegan Paul International, 2005. ISBN 0-7103-0967-8.  Az 1935-ös eredeti újranyomott kiadása.
- Bunyiu Nanjio (1886). A short history of the twelve Japanese Buddhist sects, Tokyo: Bukkyo-sho-ei-yaku-shupan-sha
- Covell, Stephen (2001). "Living Temple Buddhism in Contemporary Japan: The Tendai Sect Today". Comparative Religion Publications. Paper 1. (a Nyugat-Michigan Egyetemen készült disszertáció)
- Covell, Stephen G. (2006). "Japanese Temple Buddhism: Worldliness in a Religion of Renunciation", Univ of Hawaii. ISBN 0824829670
- Horii, Mitsutoshi (2006). Deprofessionalisation of Buddhist Priests in Contemporary Japan. A Socio-Industrial Study of a Religious Profession
- Kawanami, Hiroko: Japanese Nationalism and the Universal Dharma, in: Ian Harris (szerk.): Buddhism and Politics in Twentieth-Century Asia. London/New York: Continuum, 1999, pp. 105–126. ISBN 978-0-8264-5178-1
- Matsunaga, Daigan; Matsunaga, Alicia (1996),  Foundation of Japanese buddhism, Vol. 1: The Aristocratic Age, Los Angeles; Tokyo: Buddhist Books International. ISBN 0-914910-26-4
- Matsunaga, Daigan, Matsunaga, Alicia (1996), Foundation of Japanese buddhism, Vol. 2: The Mass Movement (Kamakura and Muromachi Periods), Los Angeles; Tokyo: Buddhist Books International, 1996. ISBN 0-914910-28-0
- Matsunami, Kodo - A Guide to Japanese Buddhism, 2004, Tokyo, Japán Buddhista Szövetség -